# Storia della mia vita (Casanova)
Mémoires de J. Casanova de Seingalt, écrits par lui-même è il titolo della vecchia edizione delle memorie autobiografiche del celebre avventuriero veneziano Giacomo Casanova. Scritte in lingua francese, tra il 1789 e il 1798, furono pubblicate postume attorno al 1825 in una versione censurata. Nel 1834, fu messa al bando nell'Indice dei libri proibiti assieme a tutte le altre opere dell'autore. Una nuova edizione, conforme al manoscritto originale, ha finalmente rimpiazzato il vecchio titolo con quello suo originale di Histoire de ma vie (1960-1962).
Il 18 febbraio 2010, la Biblioteca nazionale di Francia ha acquistato, grazie a un mecenate, il manoscritto originale per 7 milioni di euro da un discendente dell'editore tedesco Friedrich Arnold Brockhaus.

## Una vita vissuta come un romanzo
Casanova iniziò a scrivere le sue memorie mentre era bibliotecario nel Castello di Dux, in Boemia. Ottimo conversatore, libertino, seduttore, letterato, giocatore d'azzardo e baro, millantatore ed occultista, militare, storico, spia, Casanova è uno tra i viaggiatori più celebri che attraversano il Settecento percorrendo l'Europa, dalle corti agli incontri con personaggi del calibro di Voltaire e Jean-Jacques Rousseau. Egli narra l'evasione dalla prigione dei Piombi a Venezia, diventando per la declinante Repubblica marittima un fuggiasco ed esiliato.
Caleidoscopio di una personalità leggendaria per la sua inclinazione invincibile al libertinaggio, narrata con leggerezza, ha immortalato un mondo che la Rivoluzione Francese avrebbe spazzato via.

## Il manoscritto
L'opera è considerata tesoro nazionale francese ed è custodito dalla BnF (Biblioteca nazionale di Francia), che lo ha acquistato dagli eredi dell'editore Brockhaus nel 2010 sborsando 7,25 milioni di euro. La somma è stata elargita da un mecenate che ha preferito mantenersi anonimo.

## Edizioni francesi
- (FR) Histoire de ma vie (12 voll.), Wiesbaden-Paris, F. A. Brockhaus-Librairie Plon, 1960-62.
- (FR) Histoire de ma vie jusqu'a l'an 1797 (3 voll.), Édition publiée sous la direction de Gérard Lahouati et Marie Françoise Luna avec la collaboration de Furio Luccichenti, Alexandre Stroev et Helmut Watzlawick, Collection Bibliothèque de la Pléiade, Paris, Gallimard, 2013-2015.

## Edizioni italiane
- Storia della mia vita (22 voll.), traduzione di Enrico Dall'Oglio (v.1-7, 13-22) e Decio Cinti (8-12), Milano, Corbaccio, 1924-1926. - Cassini, Roma, 1961-1963; Collana I Corvi, Dall'Oglio, Milano, 1964 [Traduzione completa del testo censurato Laforgue, Prima traduzione integrale italiana; esaurita]
- Storia della mia vita (7 voll. - settimo tomo di Appendici e Indice), traduzione di Giancarlo Buzzi (v.1-3), Vincenzo Abrate e Giovanni Arpino (v.4-6), Milano, Mondadori, 1964-1965. [Traduzione completa dell'edizione Brockhaus-Plon del manoscritto originale; esaurita]
- Storia della mia vita (3 voll.), traduzione di Giancarlo Buzzi, Vincenzo Abrate e Giovanni Arpino, a cura di Piero Chiara, Collana I Meridiani, Milano, Mondadori, 1983-1989. [Riedizione rivista e aumentata della precedente edizione]
- Storia della mia vita (2 voll.), traduzione di Duccio Bartalini Bigi e Maurizio Grasso, A cura di Pietro Bartalini Bigi, Collana I Mammut, Roma, Newton Compton, 1999-2017.